# Hessischer Behinderten- und Rehabilitations-Sportverband
Der Hessische Behinderten- und Rehabilitations-Sportverband (HBRS) wurde 1951 als Hessischer Versehrtensportverband gegründet.
Er wandte sich an die kriegsbeschädigten Männer und Frauen.
Im Jahr 1990 wurde durch eine Umbenennung in Hessischer Behinderten- und Rehabilitations-Sportverband e.V. die Erweiterung des sportlichen Angebots um den Rehabilitationssport auch im Namen nachvollzogen.
Der HBRS arbeitet mit den Verbänden der Krankenkassen und der Gesellschaft für Prävention und Rehabilitation von Herz-Kreislauferkrankungen in Hessen zusammen.
Der HBRS führt insgesamt 85.000 Mitglieder in 600 Vereinen in Hessen und wird durch das Hessische Ministerium des Inneren und für Sport unterstützt.